# M100
梅西耶100（也稱為NGC 4321）是宏觀螺旋星系 ，也是中間螺旋星系的一個例子。它位於星座后髮座的南部，是室女座星系團中最大和最亮的一個星系，距離地球大約5500萬光年遠。它的直徑大約107,000光年，尺寸大概是銀河系60%的大小。它是皮埃爾·梅香（Pierre Méchain）於1781年3月15日發現。在梅西耶於1781年4月13日親自觀測過之後，隨即被收錄進梅西耶編輯的星雲和星團目錄。這個星系是威廉·帕森思，第三代羅斯伯爵在1850年最早發現的14個螺旋星雲中的第一個螺旋星系。它有兩個衛星星系，NGC 4323通過發光物質的橋與M100相連，NGC 4328則環繞著M100。

## 早期的觀測
梅尚發現M100後，梅西耶對這個星系進行了觀測，將它描述為一個沒有恆星的星雲。他指出，因為亮度的微弱，要識別出這個星雲是有困難的。在約翰·赫歇爾在1833年況大研究之前，威廉·赫歇爾對星雲內部做了觀測，能夠識別出這個星雲內明亮的星團。隨著更好的望遠鏡出現，約翰·赫歇爾看到一個更亮的圓形星系；然而，他也提到幾乎看不到它的雲氣。威廉·亨利·史密斯擴展了對M100的研究，將其細化為有著珍珠白色的星雲，並指出有漫射的光點。

## 恆星形成
M100被認為是星暴星系，最強烈的恆星形成活動集中在其中心的一個環內，實際上是兩個緊密纏繞的螺旋臂連接到一個小核棒 ，環的半徑約1,000秒差距，至少在5億年前恆星形成就發生了獨自的暴發。
像在室女座星系團的其它螺旋星系一樣，在盤面的其餘部分都有中性氫和恆星形成活動在星系盤內被截斷的現象，其中M100缺乏與哈伯序列中類似的孤立螺旋星系比較，是由於室女座星系團內介質的交互作用引起的。

## 超新星
在M100已經發現與確認五顆超新星。在1901年3月，發現第一顆超新星SN 1901B，位置在距離核心110"W和4"N處，是視星等+15.6等的I型超新星。SN 1914A，在1914年2月至3月間發現，其位置在核心24"E和111"S，視星等+15.7等，但類型未能確定。1960年2月21日至1960年6月17日對M100的觀測結果，導致另一顆I型超新星SN 1959E的發現，視星等+17.5等，是在發現的五顆中最暗的一顆，距離核心58"E和21"S。在1979年4月15日，在M100中發現第一顆II型超新星SN 1979C ，迅速的減光；後來從X射線到無線電波長的觀測接了它的殘骸。最後一顆超新星是在2006年2月7日發現的SN 2006X，視星等是+15.3等，在發現後兩週，光度衰減到+17等。最近鑑定的一顆是在2019年4月29日發現的超新星SN 2019ehk。

## 外部連結
- SEDS: Spiral Galaxy 100 （页面存档备份，存于）
- WikiSky上关于M100的内容：DSS2, SDSS, GALEX, IRAS, 氢α, X射线, 天文照片, 天图, 文章和图片
- ESA/Hubble Messier 100 （页面存档备份，存于）